# Енгерт Бакаллі
Енгерт Бакаллі (алб. Engert Bakalli; нар. 22 січня 1976, Тирана, Албанія) — албанський футболіст, виступав на позиції півзахисника.

## Життєпис
Вихованець тиранського «Динамо», у футболці якого 1995 року дебютував у дорослому футболі. З 1996 по 1997 рік виступав в оренді за «Сопоті». Потім виступав за «Бесу» (Кавая). У 1999 році перейшов до «Бюліса» (Балш), але вже наступного року повернувся в «Динамо». У 2005 році приєднався до іншого столичного клубу, «Тирана». У 2008 році став гравцем «Ельбасані», а наступного року підсилив «Партизані», у футболці якого 2012 року й завершив футбольну кар'єру.

## Досягнення
«Динамо» (Тирана)
- Суперліга Албанії
  -  Чемпіон (1): 2001/02

- Кубок Албанії
  -  Володар (1): 2002/03

«Тирана»
- Суперліга Албанії
  -  Чемпіон (1): 2006/07

- Суперкубок Албанії
  -  Володар (1): 2006, 2007